# Chích chòe than
Chích chòe than (danh pháp hai phần: Copsychus saularis) là một loài chim dạng sẻ nhỏ trước đây là phân loại như là một thành viên của họ Hoét, nhưng nay được xem là thuộc họ Đớp ruồi cựu thế giới. Nó là loài chim đặc biệt màu đen và trắng với một cái đuôi dài được giữ thẳng đứng khi kiếm thức ăn trên mặt đất. Phân bố ở nhiều vùng nhiệt đới Nam và Đông Nam Á, chúng là các loài chim phổ biến trong các vườn đô thị cũng như rừng. Chúng đặc biệt nổi tiếng với những giọng hót hay đã từng phổ biến như các loài chim nuôi.

## Mô tả

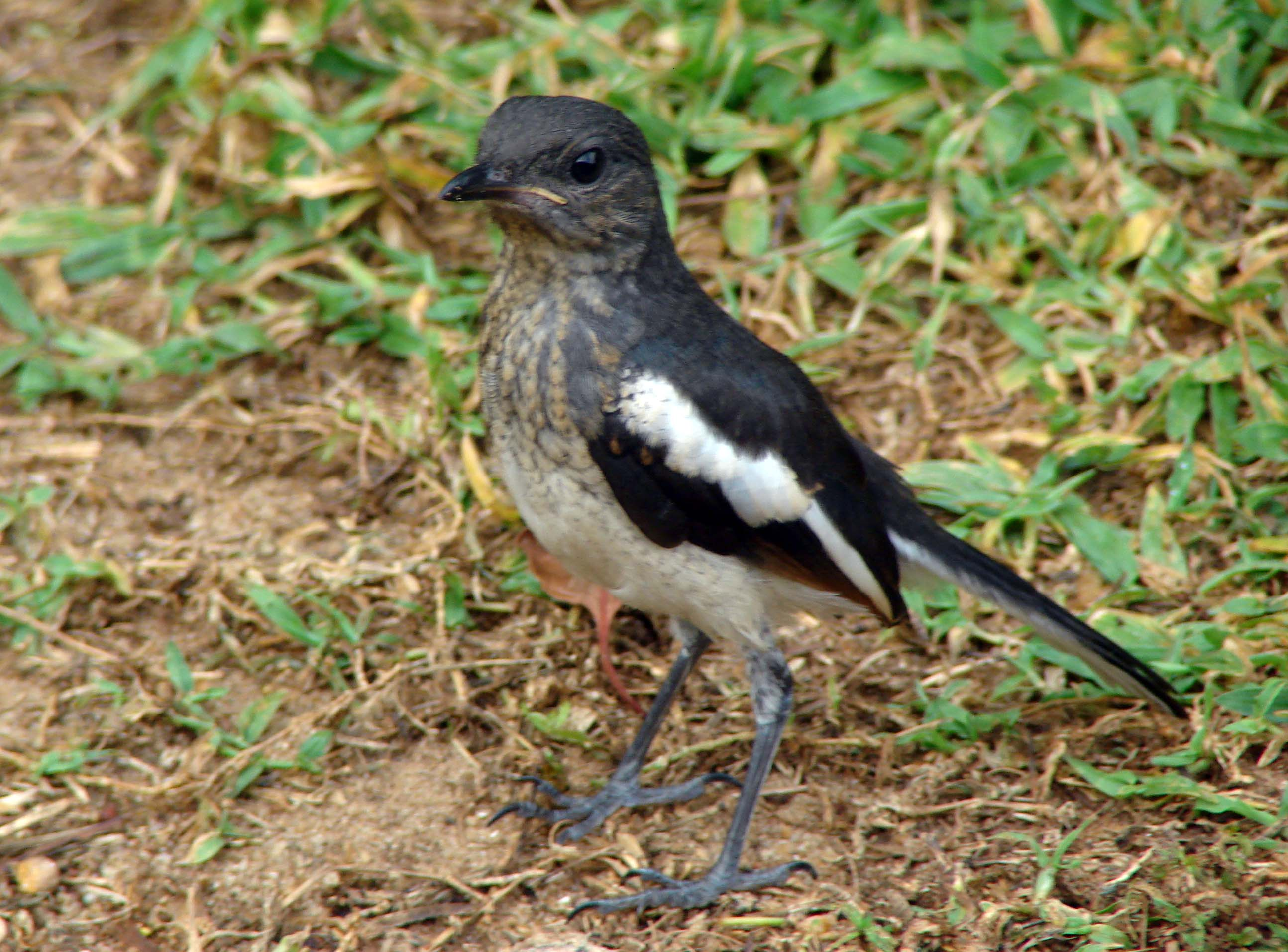
Con non ở Sri Lanka

Chích chòe than có chiều dài khoảng 19 cm (7,5 in), bao gồm cả các đuôi dài thường hay dựng thẳng̣. Một tổ chích chòe than có thể có nhiều nhất là bảy con. Nó tương tự như loài chích chòe châu Âu nhỏ hơn, nhưng có đuôi dài hơn. Chim trống trên lưng, đầu và cổ họng là màu đen, ngoài một mảng trắng trên vai. Các phần dưới và các bên của đuôi dài màu trắng. Chim mái có màu xám đen ở trên và màu xám trắng ở dưới. Chim non có màu nâu xếp như vảy trên lưng và đầu. Phân loài nguyên chủng được tìm thấy trên tiểu lục địa Ấn Độ và các con mái của phân loài này có màu nhợt nhất. Các con mái của phân loài Andamans andamanensis có màu tối hơn, bụng nặng hơn và đuôi ngắn hơn. Một số cá thể thuộc phân loài Sri Lanka ceylonensis (trước đây là bao gồm các quần thể bán đảo Ấn Độ ở phía Nam sông Kaveri) và các cá thể nguyên chủng miền Nam thì chim mái gần giống với những con trống về sắc thái. Một số phân loài phía đông (Bhutan và Bangladesh) có nhiều màu đen trên đuôi và được đặt tên trước đây là erimelas.. Quần thể tại Myanma và xa hơn về phía nam là phân loài musicus. Một số phân loài khác được đặt tên gồm prosthopellus (Hong Kong), nesiotes, zacnecus, nesiarchus, masculus, pagiensis, javensis, problematicus, amoenus, adamsi, pluto, deuteronymus và mindanensis.. Tuy nhiên nhiều tên trong số này không rõ rệt và một số tên gây tranh cãi. Có sự biến thể địa lý trong bộ lông của con cái hơn so với những con đực. Chích chòe than chủ yếu là thấy gần mặt đất, tìm kiếm thức ăn trong rác xả trên mặt đất với đuôi dựng đứng̣. Chim trống hót to từ trên ngọn cây trong mùa sinh sản.

## Phân bố
Loài chim này cư trú ở vùng nhiệt đới miền nam châu Á từ Bangladesh, Ấn Độ, Sri Lanka và miền đông Pakistan kéo dài về phía đông sang Indonesia, Thái Lan, phía nam Trung Quốc, Singapore và Philippines, Việt Nam. Chúng được du nhập vào Úc. Chích chòe than được tìm thấy trong rừng thưa, các khu vực canh tác thường gần các vườn tược gần con người và được con người nuôi như loài chim cảnh với tiếng hót to, dễ gần với người.

## Chú thích

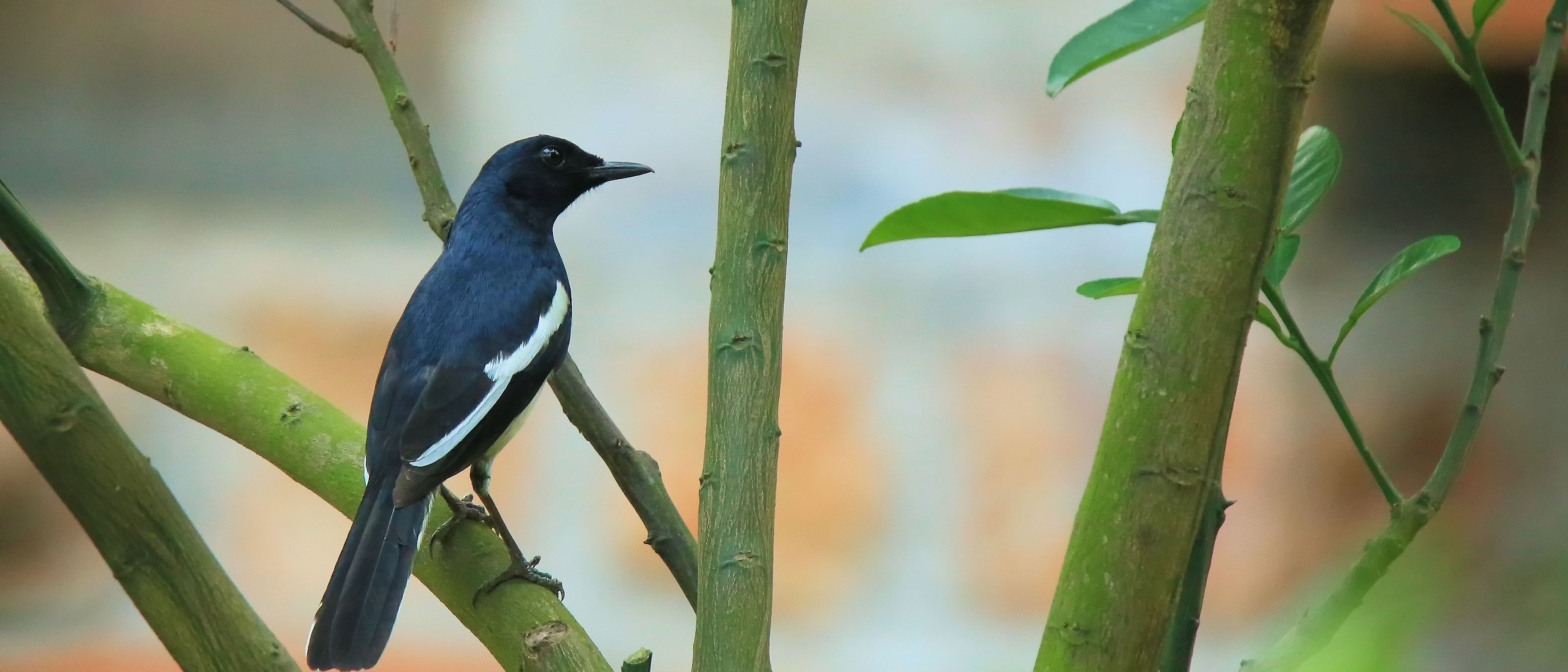
Chích chòe than (con trống)